# Apateticinae
Az Apateticinae a rovarok (Insecta) osztályában  a holyvafélék (Staphylinidae) családjának kis fajszámú alcsaládja. Közép-Európában nem élnek képviselői az alcsaládnak.

## Rendszerezés
Jelenleg 2 nembe tartozó mintegy 20 fajuk ismert, melyek elterjedési területe Délkelet-Ázsiára korlátozódik.
Apatetica (Westwood, 1848)
Apatetica laevicollis
Apatetica lebioides
Apatetica princeps
Apatetica sikkimi
Apatetica sumatrana
Apatetica viridipennis
Nodynus (Waterhouse, 1876)
Nodynus leucofasciatus (Lewis, 1879)

## Fordítás
- Ez a szócikk részben vagy egészben  az   Apateticinae című orosz Wikipédia-szócikk fordításán alapul.  Az eredeti cikk szerkesztőit annak laptörténete sorolja fel. Ez a jelzés csupán a megfogalmazás eredetét és a szerzői jogokat jelzi, nem szolgál a cikkben szereplő információk forrásmegjelöléseként.